# 유승 (악향희후)
유승(劉勝, ? ~ ?)은 전한의 제후로, 하간헌왕의 현손이다.

## 생애
아버지 유등의 뒤를 이어 악향후(樂鄕侯)에 봉해졌다.
시호를 희(釐)라 하였고, 작위는 아들 유지서가 이었다.

## 출전
- 반고, 《한서》 권15상 왕자후표 上

| 선대 아버지 악향경후 유등 | 전한의 악향후 ? ~ ? | 후대 아들 유지서 |